# SN 1991P
SN 1991P – supernowa typu II odkryta 10 kwietnia 1991 roku w galaktyce A131804-1518. W momencie odkrycia miała maksymalną jasność 20,00m.